# كي مونغ
كي مونغ هو سياسي ميانماري، ولد في 20 ديسمبر 1940 في يانغون في ميانمار، وتوفي بنفس المكان في 19 أغسطس 2004. نشط حزبياً في الرابطة الوطنية من أجل الديموقراطية.